# Diecezja Lodi
Diecezja Lodi – diecezja Kościoła rzymskokatolickiego we Włoszech, a dokładniej w Lombardii. Została erygowana w IV wieku. Należy do metropolii Mediolanu. W katedrze diecezjalnej w Lodi można oglądać relikwie św. Basiana, który był jednym z pierwszych biskupów diecezji.